# Zeslabený úplný odraz
Zeslabený úplný odraz (zkratka ATR z anglického Attenuated Total Reflectance), je spektroskopická metoda analytické chemie patřící mezi metody elektromagnetické spektroskopie. Jedná se o zajímavou modifikaci infračervené spektroskopie.

## Princip
Infračervený paprsek se vyšle pod správným úhlem do upraveného hranolu diamantu, germania Ge, sulfidu zinečnatého ZnS, bromidu thornéhoThBr, nebo selenidu zinečnatého ZnSe. Protože mají tyto látky vyšší index lomu než okolní vzduch, dochází u nich k úplnému odrazu a paprsek tak postupuje uvnitř hranolu podobně jako uvnitř optického vlákna.
Změnou oproti optickému kabelu je přitlačení hranolu na vzorek, kdy se část paprsku ztratí při dotyku se vzorkem a dojde tedy k zeslabení odraženého paprsku. Toto zeslabení je však pro analytiky způsobeno absorpcí a získáme tedy infračervené spektrum vzorku. Sice jsou trošku jiná, než standardní infračervená spektra, což je způsobeno malou hloubkou, do které paprsek pronikne (kolem 1 μm), ale vzhledem k zjednodušení přípravy vzorků je tato metoda výhodnější.